# 배찬수
배찬수(1998년 3월 14일~ )는 대한민국의 축구 선수로, 포지션은 미드필더이다.

## 생애
배찬수는 부평고등학교 축구부에서 주장직을 맡으며, 2015년과 2016년에 2년 연속으로 부평고가 대통령금배축구대회에서 우승하는데 기여했다.
이후 FC 의정부 소속으로 K3리그에서 활약하다가
1부리그로 승격하는 홍콩 축구단인 호이킹 FA에 입단하게 되었다.
호이킹 SA의 펑 호이만 감독은 배찬수가 이적한 서상민의 역할을 잘 대체했다고 말하며, 점차 팀 공격 전체를 이끄는 핵심 역할을 수행할 것으로 기대한다“고 배찬수에 대해 평가했다.